# Hugo Rosende
José Hugo Rosende Subiabre (Chillán, 9 de mayo de 1916-Santiago, 5 de diciembre de 1990) fue un abogado y político conservador chileno. Se desempeñó como diputado de la República en representación de Santiago durante cuatro periodos legislativos consecutivos, desde 1949 hasta 1965. Posteriormente, ejerció como ministro de Justicia de la dictadura militar del general Augusto Pinochet, siendo el último, y quien más largamente ostentó el puesto, estando muchas veces sindicado como uno de los integrantes del ala dura del gabinete y como principal responsable de la intervención del Poder Judicial, con el fin de mantenerlo alineado con el régimen.
Previamente a su rol ministerial fue designado como decano de la Facultad de Derecho de la Universidad de Chile durante dicha dictadura militar, entre 1976 y 1983.

## Biografía

### Familia, estudios
Nació en Chillán, el 9 de mayo de 1916, hijo del abogado Francisco Javier Florencio Rosende de la Fuente, quien fuera ministro de la Corte de Apelaciones de Iquique; y de Ana María Soraima Subiabre Peña, casados el 2 de septiembre de 1888, y padres de veintidós hijos. Estudió en su ciudad natal durante su educación primaria, y sus estudios de secundaria los realizó en el Instituto de Humanidades Luis Campino, en Santiago. Posteriormente estudió derecho en la Facultad de ese ramo de la Pontificia Universidad Católica (PUC), titulándose como abogado en septiembre de 1941. Su tesis se tituló La promulgación y la publicación de la ley.
El 31 de mayo de 1942 se casó con Marta Álvarez Murillo, con quien tuvo cinco hijos: Marta, Hugo, Jorge, Rafael y Guillermo.

### Actividad profesional
Desarrollo actividades profesionales en el ámbito público y en forma particular. Trabajó como funcionario del Consejo de Defensa Fiscal, actual Consejo de Defensa del Estado (CDE) desde 1936, como consejero de la Corporación de Fomento de la Producción (Corfo); y abogado del Banco Israelita. Paralelamente, fue jefe del Archivo Catedrático de Derecho Civil de las universidades de Chile y Católica de Chile. En 1939 asistió al Congreso Americano de Estudiantes Católicos en Lima, Perú, en representación de la Asociación Nacional de Estudiantes Católicos (ANEC).
Además se desempeñó como académico, siendo profesor de derecho civil en las universidades de Chile, entre 1943 y 1983, y Católica de Chile, desde 1943 hasta 1953.

### Diputado conservador
Fue diputado de la República por la Séptima Agrupación Departamental de Santiago, siendo elegido por primera vez en las elecciones parlamentarias de 1949. Durante su gestión integró la Comisión Permanente de Constitución, Legislación y Justicia; y fue diputado reemplazante en la Comisión Permanente de Educación Pública; en la de Defensa Nacional y en la de Policía Interior y Reglamento. Fue reelegido tres veces consecutivas: en las elecciones parlamentarias de 1953, donde integró la Comisión Permanente de Constitución, Legislación y Justicia; en las parlamentarias de 1957, donde integró la Comisión Permanente de Trabajo y Legislación Social; y en las parlamentarias de 1961, donde fue diputado reemplazante en la Comisión Permanente de Minería e Industrias. El poeta Pablo Neruda le dedicó las siguientes palabras a Rosende, cuando este —siendo diputado— objetó la elección de Jaime Barros como diputado por Valparaíso, acusándolo ante el tribunal electoral de ser "amigo de comunistas", en momentos en que en el país regía la Ley de Defensa de la Democracia, más conocida como «Ley Maldita»:

Lo peligroso del principio que intenta sustentar el señor Rosende hace que tenga que aclararle yo que así como no todos mis amigos, por el hecho de serlo, son comunistas, tampoco han sido matemáticos los amigos de Einstein, ni forzosamente pudiera presumirse que los amigos del señor Rosende, por el solo hecho de serlo, son tontos.
Pablo Neruda, 1956.

Fue militante del Partido Conservador y del Partido Conservador Unido, siendo director general del primero. También fue asesor político del presidente de la República Jorge Alessandri Rodríguez durante tres años, entre 1958 y 1961. Sin embargo, perdió la confianza de Alessandri cuando se vio involucrado en el escándalo de los «bono-dólares», dineros libres de impuestos recibidos desde el extranjero como ayuda por el terremoto de 1960, con los cuales Rosende se habría enriquecido gracias a información privilegiada del alza de la moneda estadounidense. Por ello, tuvo que presentar la renuncia no voluntaria al cargo.

### Asesor de la dictadura militar
Tras el golpe de Estado del 11 de septiembre de 1973, se transformó en asesor de la Junta Militar de Gobierno, y posteriormente del general que la encabezó, Augusto Pinochet.
Durante la dictadura militar ejerció diversos cargos, entre ellos, el decanato de la Facultad de Derecho de la Universidad de Chile, entre 1976 y 1983. Siendo decano lideró purgas, en las que se encargó de despedir a varios profesores, entre ellos Francisco Cumplido y Máximo Pacheco Gómez, ya que su política planteaba que tanto los simpatizantes de la antigua Unidad Popular como los demócrata cristianos debían salir de la Facultad. No solo en cuanto a la planta de académicos hubo cambios impulsados por Rosende, ya que uno de sus objetivos era provocar la "contrarreforma", consistente en la eliminación del estudio de las Ciencias Sociales, por lo que la malla curricular fue dirigida hacia un positivismo jurídico rígido. Estos cambios se reflejaron en el nuevo nombre dado a la facultad, "Facultad de Derecho", hasta entonces "de Derecho y Ciencias Sociales". Sin perjuicio de su controversial figura, fue profesor de profesores, figurando entre sus exalumnos María Angélica Figueroa, Enrique Barros, Pablo Rodríguez, Juan Eduardo Palma entre otros. Quienes lo han calificado como un maestro en derecho civil, cátedra de la cual fue profesor titular.[cita requerida]
En 1983 la dictadura lo designó abogado integrante de la Corte Suprema.

### Ministro de Justicia de Pinochet
Fue nombrado como ministro de Justicia el 19 de diciembre de 1983, función en la que continuó cultivando su cercanía con el general Augusto Pinochet, que lo consideraba su consejero personal en materias políticas. Se la ha acusado, en el ejercicio del Ministerio, de haber sistemáticamente cooptado el Poder Judicial, mediante el nombramiento de personas incondicionales a los militares en todos los niveles de la judicatura. Para cumplir este cometido, habría desechando cualquier otro tipo de antecedentes en estos nombramientos: fueran estos los méritos intelectuales, académicos, carrera, antigüedad o la existencia de dudas sobre la probidad y moralidad de los jueces designados.
Este control sobre el Poder Judicial también se habría complementado con la calificación negativa y postergación de cualquier funcionario que mostrara algún nivel de disidencia —o iniciativa ajena a la política de la dictadura— en sus fallos u otros aspectos de la vida profesional. Habría sido, por ejemplo, el caso de jueces que en ámbito académico teorizaban sobre futuras reformas al sistema judicial, quienes consistentemente eran degradados en sus calificaciones. Así mismo, durante su período de ministro, se habría generalizado la práctica de los eufemísticamente llamados "alegatos de pasillo", consistentes en el establecimiento de una red informal de influencias y contactos entre ciertos bufetes importantes y los jueces de la Corte Suprema, en los que se convenían privadamente las futuras resoluciones.
Su última actuación importante en el ministerio fue la promulgación de la llamada "Ley Caramelo" de 1989, que ofreció (en la víspera de la entrega del poder a autoridades civiles) millonarios incentivos a los miembros mayores de la Corte Suprema que quisieran acogerse a jubilación. El fin era dejar, para los años posteriores, un tribunal establemente conformado con el mayor número de jueces incondicionales a la dictadura militar que fuera posible. De esta manera, Rosende se aseguró renovar 7 de 17 puestos con magistrados más jóvenes, que apoyaran —por ejemplo— la tesis de la prescindencia judicial en materia de detenidos desaparecidos.
Otros testimonios indican que jugaba el rol de "duro" en el gabinete, empujando desde una cartera nominalmente secundaria una agenda política autoritaria del gusto de Pinochet, sobre todo en oposición a las iniciativas de apertura política lideradas en un momento por el ministro del Interior, Sergio Onofre Jarpa. Como ejemplo de este papel al interior de la dictadura, se opuso con tenacidad a que se abrieran las fronteras para que pudieran regresar los exiliados políticos.
Falleció en Santiago a causa de un cáncer el 5 de diciembre de 1990.

## Historial electoral

### Elecciones parlamentarias de 1961
- Elecciones parlamentarias de 1961, candidato a diputado por la 7ª Agrupación Departamental, Santiago.[13]

(Se consideran solo diez primeras mayorías, sobre 18 diputados electos)

### Elecciones parlamentarias de 1965
- Elecciones parlamentarias de 1965, candidato a senador por la Cuarta Agrupación Provincial, Santiago (Fuente: Dirección del Registro Electoral, domingo 7 de marzo de 1965)